# Pholcomma hirsutum
Pholcomma hirsutum là một loài nhện trong họ Theridiidae.
Loài này thuộc chi Pholcomma. Pholcomma hirsutum được James Henry Emerton miêu tả năm 1882.